# Malthinus howdeni
Malthinus howdeni es una especie de coleóptero de la familia Cantharidae.

## Distribución geográfica
Habita en México.